# Live from Toronto
Live from Toronto è un album dal vivo del gruppo rock britannico The Who, pubblicato nel 2006 ma registrato nel 1982 a Toronto.

## Tracce
Tutte le tracce sono di Pete Townshend, eccetto dove indicato.

### Disco 1
1. My Generation – 2:48
2. I Can't Explain – 2:30
3. Dangerous (John Entwistle) – 3:39
4. Sister Disco – 5:13
5. The Quiet One (Entwistle) – 4:22
6. It's Hard – 4:57
7. Eminence Front – 5:36
8. Baba O'Riley – 5:19
9. Boris the Spider (Entwistle) – 3:22
10. Drowned – 8:11
11. Love Ain't for Keeping – 2:40

### Disco 2
1. Pinball Wizard – 2:47
2. See Me, Feel Me – 4:14
3. Who Are You – 6:28
4. 5:15 – 6:27
5. Love, Reign O'er Me – 4:47
6. Long Live Rock – 5:06
7. Won't Get Fooled Again – 10:07
8. Naked Eye – 7:00
9. Squeeze Box – 2:52
10. Young Man Blues (Mose Allison) – 4:38
11. Twist and Shout (Bert Russell, Phil Medley) – 3:40

## Formazione

### The Who
- Roger Daltrey - voce, armonica, chitarra
- John Entwistle - basso, voce, cori
- Pete Townshend - chitarra, voce, cori
- Kenney Jones - batteria

### Altri musicisti
- Tim Gorman - tastiera